# Madame Ulrich

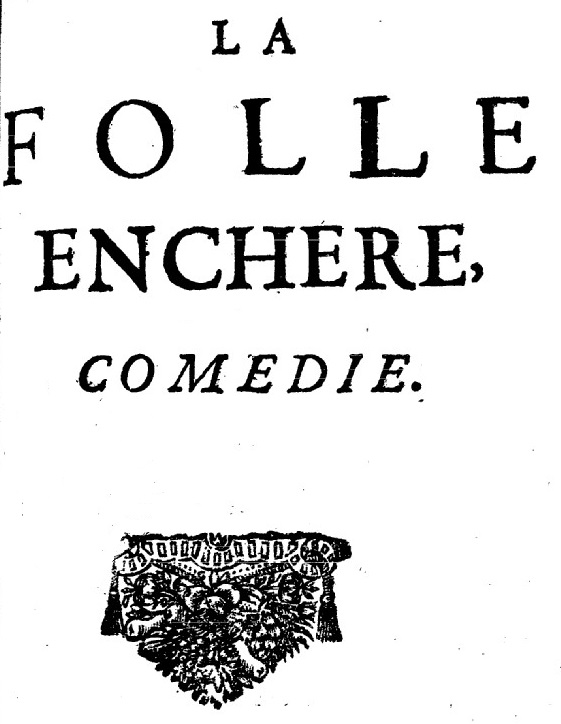
Page de titre de La Folle Enchère, de Madame Ulrich, Paris, chez la veuve Louis Gonthier, 1691

Madame Ulrich (née vers 1665 et morte après 1707) est une autrice de théâtre et éditrice française. Elle est, avec Catherine Bernard et Charlotte Legrand, l'une des trois seules autrices à avoir fait jouer une pièce à la Comédie-Française au XVIIe siècle.

## Biographie
Madame Ulrich était la fille de l'un des Vingt-Quatre Violons du roi Louis XIV. Au décès de son père, alors qu'elle était âgée de treize ou quatorze ans, elle fut mise en apprentissage chez un barbier. Ulrich, un maître d'hôtel du comte d'Auvergne, fit sa connaissance et décida de la placer dans un couvent en vue de l'épouser, malgré leur grande différence d'âge. Elle fréquenta les milieux libertins de son temps et s'émancipa très vite de son statut d'épouse : elle fut l'amie de la duchesse de Choiseul-Praslin, eut pour amants le comédien Florent Dancourt, Jean de La Fontaine, le marquis de Sablé, et fréquenta le cercle du duc de Bouillon.
En 1690, elle écrivit puis publia une comédie de travestissement, La Folle Enchère, qui fut créée le 30 mai 1690 à la Comédie-Française et représentée devant le roi à Versailles. La pièce fut longtemps attribuée à son amant Florent Dancourt. L'accord au féminin de la préface, l'analyse du privilège et le style de la pièce ont permis d'attester l'auctorialité de Madame Ulrich. Selon André Blanc, « la composition soignée, le rôle considérable des déguisements et leur résolution finale, une certaine confusion parfois, une intention romanesque, l'attaque même de la comédie, fort brillante, ne ressemble guère à la manière de Dancourt de cette époque. »
Après la mort de son ami Jean de La Fontaine, Madame Ulrich se chargea de la publication en 1696 des Œuvres posthumes du fabuliste, : elle composa une préface et une épître dédicatoire au marquis de Sablé, ainsi qu'un portrait du poète, et y inclut des œuvres inédites (dont le conte des Quiproquos, de nouvelles versions de certaines fables, dont elle possédait les manuscrits, des vers, et deux lettres que La Fontaine lui avait écrites).
À partir de 1699, la liberté de mœurs de Madame Ulrich déplaît au pouvoir. Les plaisirs et divertissements du début de règne de Louis XIV ont laissé place à l'austérité et à la dévotion. Le contrôle de la société et des conduites transgressives s'intensifient. Après la répression de la prostitution, on met sous surveillance les courtisanes qui ont fui le puritanisme de la Cour pour les plaisirs de Paris et de ses salons libertins. Pour discipliner ces épouses ou filles rebelles qui s'affranchissent de la tutelle maritale ou paternelle, on les enferme aux Madelonnettes. À la demande de Louis XIV et de Madame de Maintenon,, les faits et gestes de Madame Ulrich sont surveillés par le lieutenant général de police René d'Argenson. D'abord envoyée avec sa fille Thérèse dans un couvent pour obtenir sa repentance, elle est ensuite régulièrement arrêtée et enfermée aux Madelonnettes, dont elle s'évade, au Refuge, puis à l'Hôpital général. À partir de 1707, on ne trouve plus sa trace. D'après sa biographe Aurore Évain, « il semble qu'elle ait vécu les dernières années de sa vie en se faisant entretenir, sombrant peu à peu dans la prostitution ».
Loin de la « courtisane débauchée, mère indigne et muse vénale » à laquelle l'Histoire l'a longtemps réduite, Aurore Évain conclut que « les quelques éléments biographiques et littéraires que nous détenons permettent aujourd'hui de rétablir le portrait d'une femme libre, cultivée, écrivaine prometteuse [...], mais dont la reconnaissance auctoriale et la création littéraire furent violemment contrariées par les conditions sociales et morales imposées aux femmes ».

## Œuvres
- La Folle Enchère, Paris, Veuve Louis Gontier, 1691    (Wikisource)[18] ; Saint-Étienne, Publications de l'Université de Saint-Étienne, 2011[17] ; Théâtre-Classique.net, 2019[19].
- 1696 : Préface, portrait de Jean de La Fontaine, épître dédicatoire au marquis de Sablé, et édition des Œuvres posthumes de Jean de La Fontaine, Paris, C. Bachelu, lire en ligne sur Gallica.

## Mises en scène
- La Folle Enchère, Comédie-Française, du 30 mai au 16 juin 1690, reprise les 14 et 16 janvier 1691, le 14 novembre 1691 à la Cour.
- La Folle Enchère, Cie La Subversive, mise en scène d'Aurore Évain, 14-16 novembre 2019, Ferme de Bel Ébat - Théâtre de Guyancourt ; 28 nov. - 8 décembre 2019, reprise 21-31 octobre 2021, Théâtre de l'Épée de Bois - Cartoucherie de Vincennes[20].